# یواس‌اس پوپ (دی‌دی-۲۲۵)
یواس‌اس پوپ (دی‌دی-۲۲۵) (به انگلیسی: USS Pope (DD-225)) یک کشتی بود که طول آن ۹۵٫۸۳ متر (۳۱۴٫۴ فوت) بود. این کشتی در سال ۱۹۲۰ ساخته شد.